# Attention Attention
Attention Attention — шестой альбом американской рок-группы Shinedown, выпущенный 4 мая 2018 года. Это концептуальный альбом, изображающий человека, преодолевающего негатив и связанные с ним проблемы, чтобы переродиться в нового человека. Первый сингл «Devil» был выпущен 7 марта 2018 года. Вторым синглом 8 августа 2018 года был представлен «Get Up». Третьим синглом 1 марта 2019 был представлен «Monsters». Четвёртым синглом 24 сентября 2019 года был представлен «Attention Attention». Все четыре сингла заняли первое место в американском чарте Billboard — Hot Mainstream Rock Tracks.
Альбом получил золотые сертификаты от RIAA и Music Canada.

## Список композиций
| №                   | Название               | Длительность |
| ------------------- | ---------------------- | ------------ |
| 1.                  | «The Entrance»         | 0:39         |
| 2.                  | «Devil»                | 3:27         |
| 3.                  | «Black Soul»           | 3:23         |
| 4.                  | «Attention Attention»  | 3:51         |
| 5.                  | «Kill Your Conscience» | 3:52         |
| 6.                  | «Pyro»                 | 3:51         |
| 7.                  | «Monsters»             | 4:08         |
| 8.                  | «Darkside»             | 3:53         |
| 9.                  | «Creatures»            | 3:56         |
| 10.                 | «Evolve»               | 2:57         |
| 11.                 | «Get Up»               | 4:06         |
| 12.                 | «Special»              | 3:44         |
| 13.                 | «The Human Radio»      | 4:09         |
| 14.                 | «Brilliant»            | 4:34         |
| Общая длительность: | Общая длительность:    | 50:31        |

Japanese/Walmart bonus tracks
| №   | Название                    | Длительность |
| --- | --------------------------- | ------------ |
| 15. | «Headcase»                  | 3:20         |
| 16. | «ANWTD("A New Way to Die")» | 3:24         |

## Участники записи
- Брент Смит — вокал
- Зак Маерс — гитара, бэк-вокал, фортепиано
- Эрик Басс — бас-гитара, бэк-вокал, акустическая гитара
- Барри Керч — ударные